# 佩德罗·穆尼蒂斯
佩德罗·穆尼蒂斯（1975年6月19日—）是一名西班牙足球运动员，场上位置是前锋，也可出任边锋。
身高167厘米的穆尼蒂斯是西甲赛场上最矮的球员之一，同时也是最有斗志的球员中的一个。他的职业生涯接近20年，大部分在桑坦德竞技度过，另外还为皇家马德里效力2年，为拉科鲁尼亚效力3年。他的西班牙顶级联赛经历愈400场。
作为上世纪90年代末本世纪初时期的西班牙国脚，他参加了2000年歐洲國家盃。